# Атанас Кошничаров
Атанас Христов Кошничаров е български революционер, деец на Вътрешната македоно-одринска революционна организация.

## Биография
Атанас Кошничаров е роден през 1859 година в ениджевардарското село Тумба, тогава в Османската империя, днес в Гърция. Присъединява се към ВМОРО и служи като легален деец в селото си. В архива на убития касиер на селския комитет в Петгъс Димитър Халца е открито името на Кошничаров, след което е заловен и осъден на 5 години затвор от турските власти. Излежава две години в Еди куле, а след Младотурската революция в 1908 година е амнистиран.
На 6 март 1943 година, като жител на Бургас, подава молба за българска народна пенсия, която е одобрена и пенсията е отпусната от Министерския съвет на Царство България.